# Долені Лазі
Долені Лазі (словен. Dolenji Lazi) — поселення в общині Рибниця, що у словенському регіоні Південно-Східна Словенія.
Більшість будинків розташовані на схід від залізничної лінії Любляна—Кочев'є, лише Под Стенами знаходиться на головній дорозі Шкофліця—Кочев'є. Село швидко розростається і вже об'єдналося з Брегом та Гричем.
Каплиця Лурдської Божої Матері була побудована в 1988 році між Запуже і Долені Лазі. Вона зведена на місці колишньої каплиці, зруйнованої під час Другої світової війни.

## Ландшафт місцевості
Околиці села карстові, дуже горбисті. На схилах Малої Гори знаходиться карстова печера Жигловиця.

## Відомі люди
У Долені Лазі народився архітектор Мілан Міхелич. 
Долені Лазі — батьківщина Франце Деяка, одного з трьох домобранів, про яких відомо, що вони вціліли в ході післявоєнних убивств на Кочевському Розі.